# Fröderyds kyrka
Fröderyds kyrka är en kyrkobyggnad i Fröderyd i Växjö stift. Den är församlingskyrka i Lannaskede församling. I kyrkogårdens sydvästra hörn är en runsten uppställd.

## Kyrkobyggnaden
Äldsta kända kyrkan på platsen var uppförd av sten i romansk stil på 1200-talet. Från 1300-talets slut omtalas flera kyrkoherdar i Fröderyd i brev som bevarats i Svenskt diplomatarium. 1854 revs medeltidskyrkan och ersattes av en ny som kom att ligga något söder om den gamla. Nya kyrkan uppfördes 1853-1854 under ledning av byggmästare Sven Sjöholm och efter ritningar av arkitekt Johan Adolf Hawerman. 1856 ägde invigningen rum. Kyrkan var byggd i Tegnérstil och hade ett enskeppigt kyrkorum. 4 augusti 1943 drabbades kyrkan av ett blixtnedslag och brann ned. Stora delar av inredningen förstördes vid branden. Nuvarande kyrka, som är en treskeppig basilika, uppfördes 1946 efter ritningar av arkitekten Ärland Noréen och invigdes 1947. Kyrkorummets tre skepp har platta innertak av trä. Mittskeppet bärs upp av tolv pelare.

## Inventarier
- Dopfunten av sten är från 1100-talet och hann räddas vid branden.
- Nuvarande predikstol är skulpterad 1947 av Axel Wallenberg. Predikstolen har reliefer som föreställer Kristus och de fyra evangelisterna.
- Ett medeltida krucifix förstördes vid branden.
- Altartavlan, med motivet Kristi förklaring, är målad av Johan Hellgren vid mitten av 1800-talet. Tavlan kunde räddas vid branden 1943.
- Tre kyrkklockor av medeltida ursprung förstördes vid branden 1943. I nuvarande kyrka finns två kyrkklockor gjutna av Bergholtz klockgjuteri som innehåller delar av de förstörda klockorna.
- En mässkrud med guld och silverbroderier är från 1300-talet. En svart skrud med silverbroderier är från 1788.

### Orgel
- 1863 bygger Johan Niklas Söderling, Göteborg en orgel med 14 stämmor. Den förstördes i kyrkans brand 1943.
- Nuvarande mekaniska orgel med 21 stämmor är byggd 1955 av Nils Hammarberg, (Olof Hammarberg) i Göteborg. Fasaden är ritad av Torsten Leon-Nilson.

| Ryggpositiv I  | Huvudverk II        | Pedal              | Koppel |
| Trägedackt 8´  | Principal 8´        | Subbas 16´         | I/P    |
| Spetsflöjt 4'  | Gedakt 8´           | Gedakt 8'          | II/P   |
| Principal 2'   | Oktava 4'           | Oktava 4'          | II/I   |
| Gedaktflöjt 2' | Rörflöjt 4'         | Nachthorn 2'       |        |
| Nasat 1 1/3'   | Sesquialtera 2 chor | Rauschkvint 2 chor |        |
| Scharf 2 chor  | Mixtur 3 chor       | Fagott 16'         |        |
| Rörskalmeja 8' | Trumpet 8'          |                    |        |
| Tremulant      |                     |                    |        |

## Bildgalleri

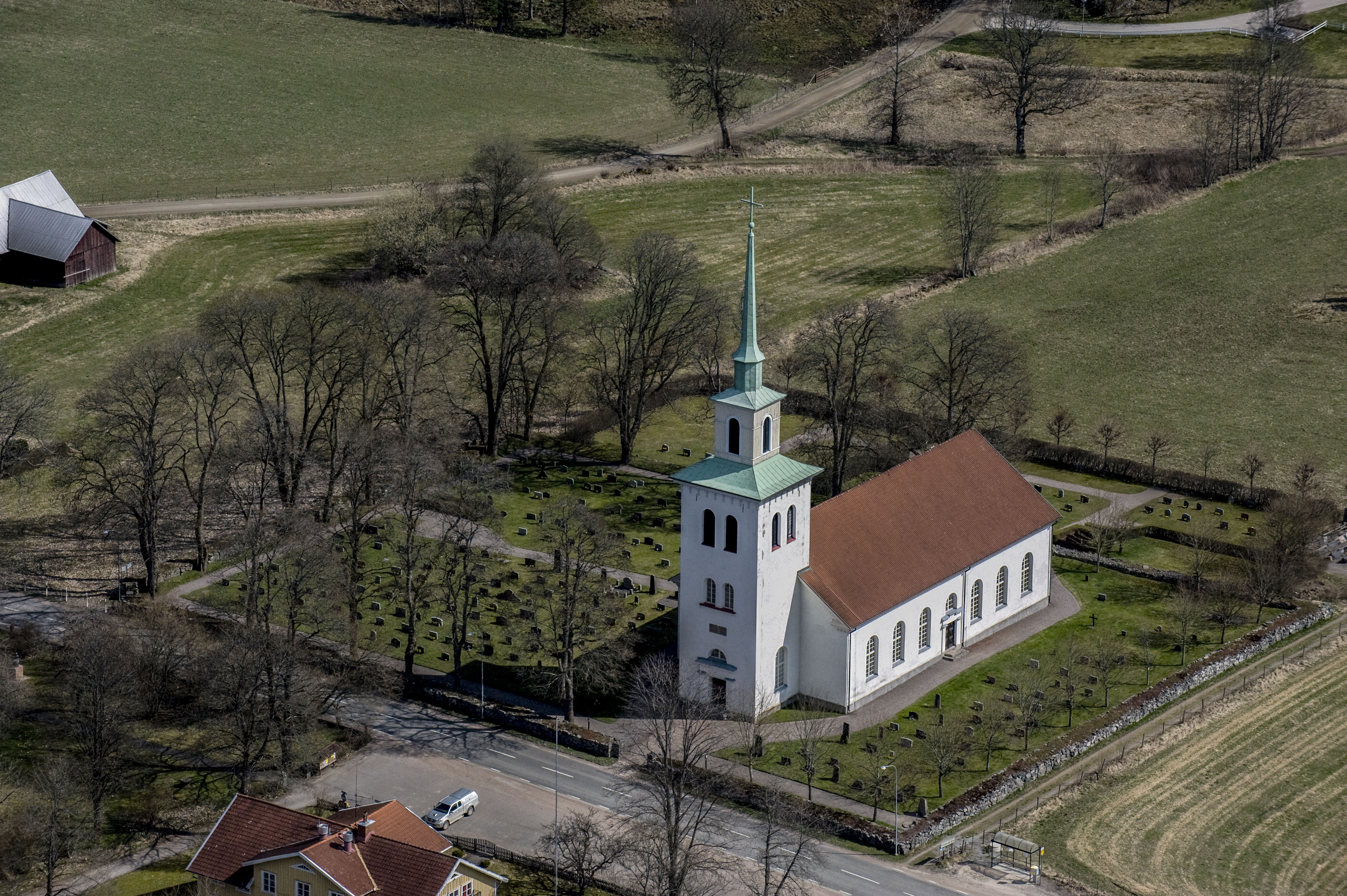
Kyrkan i landskapet
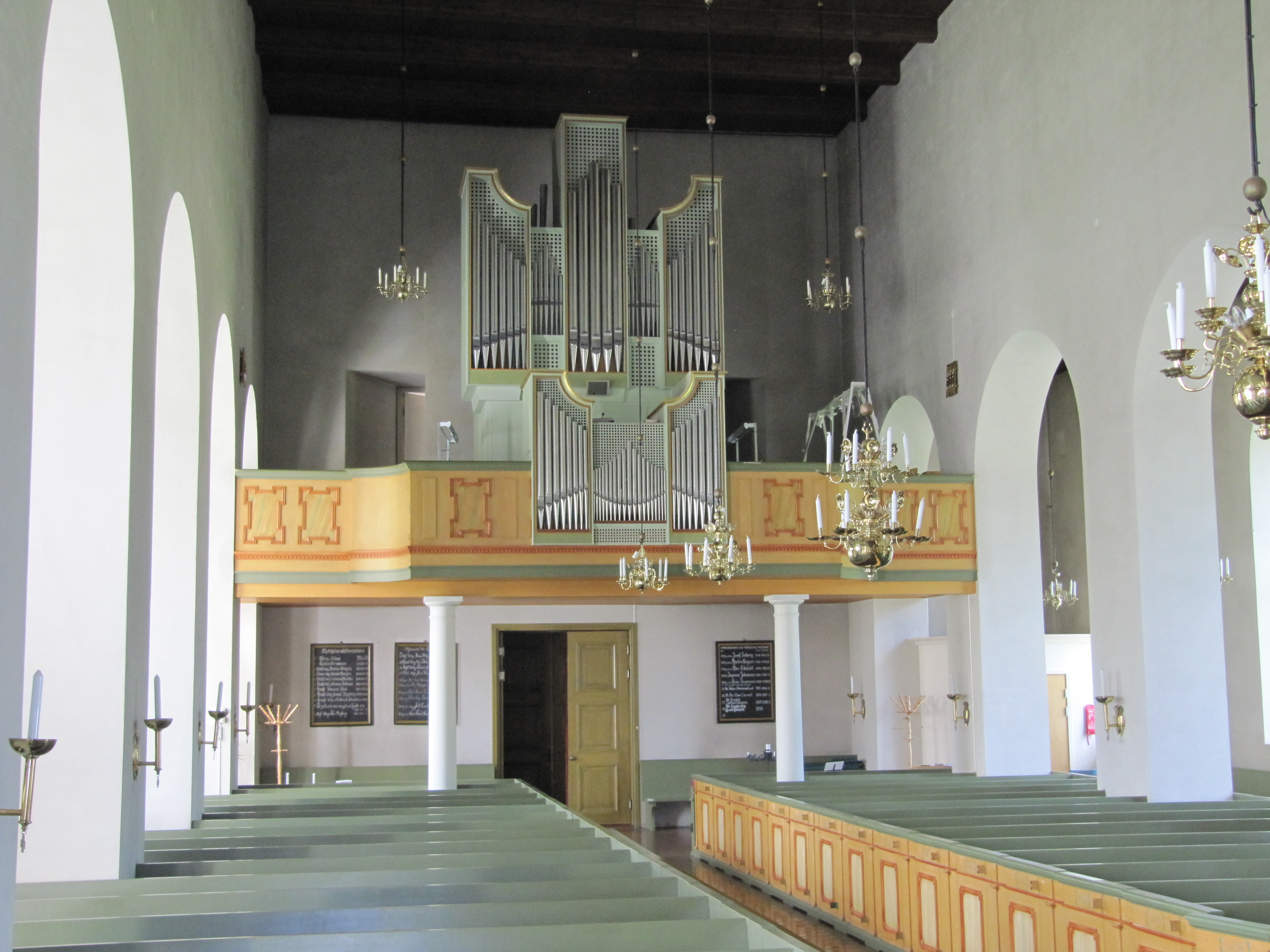
Kyrkorum mot orgelläktare
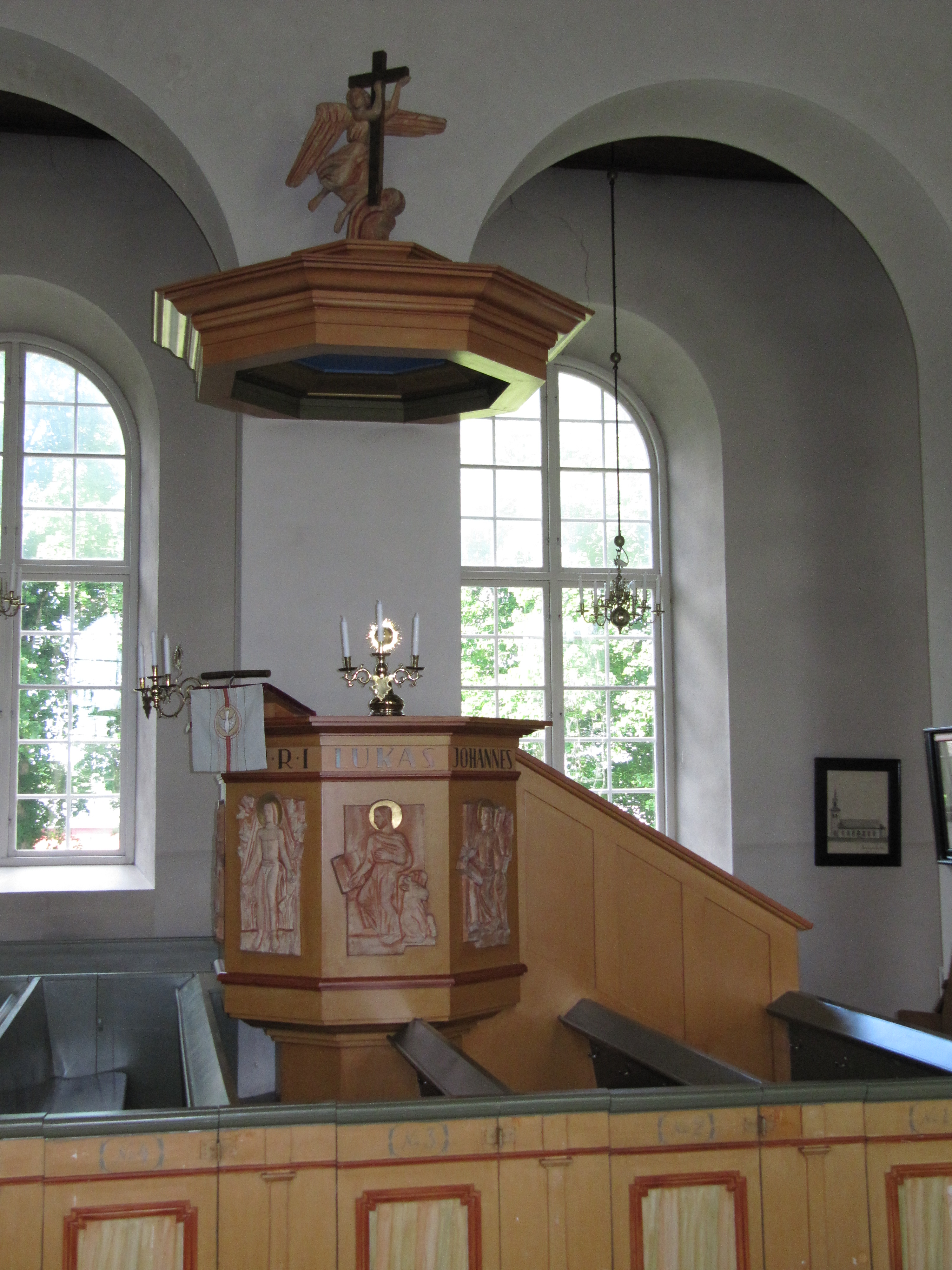
Predikstol
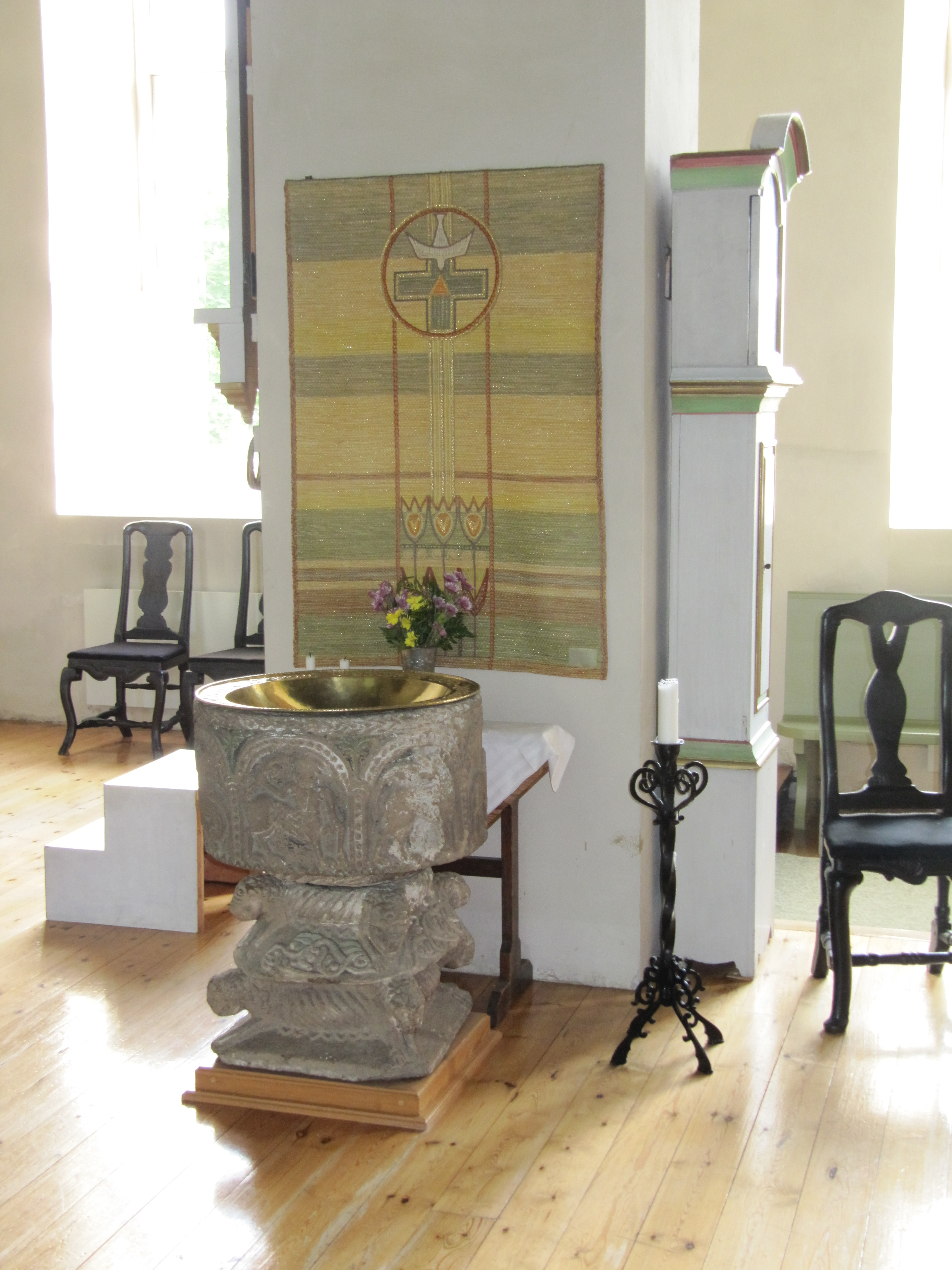
Dopfunt
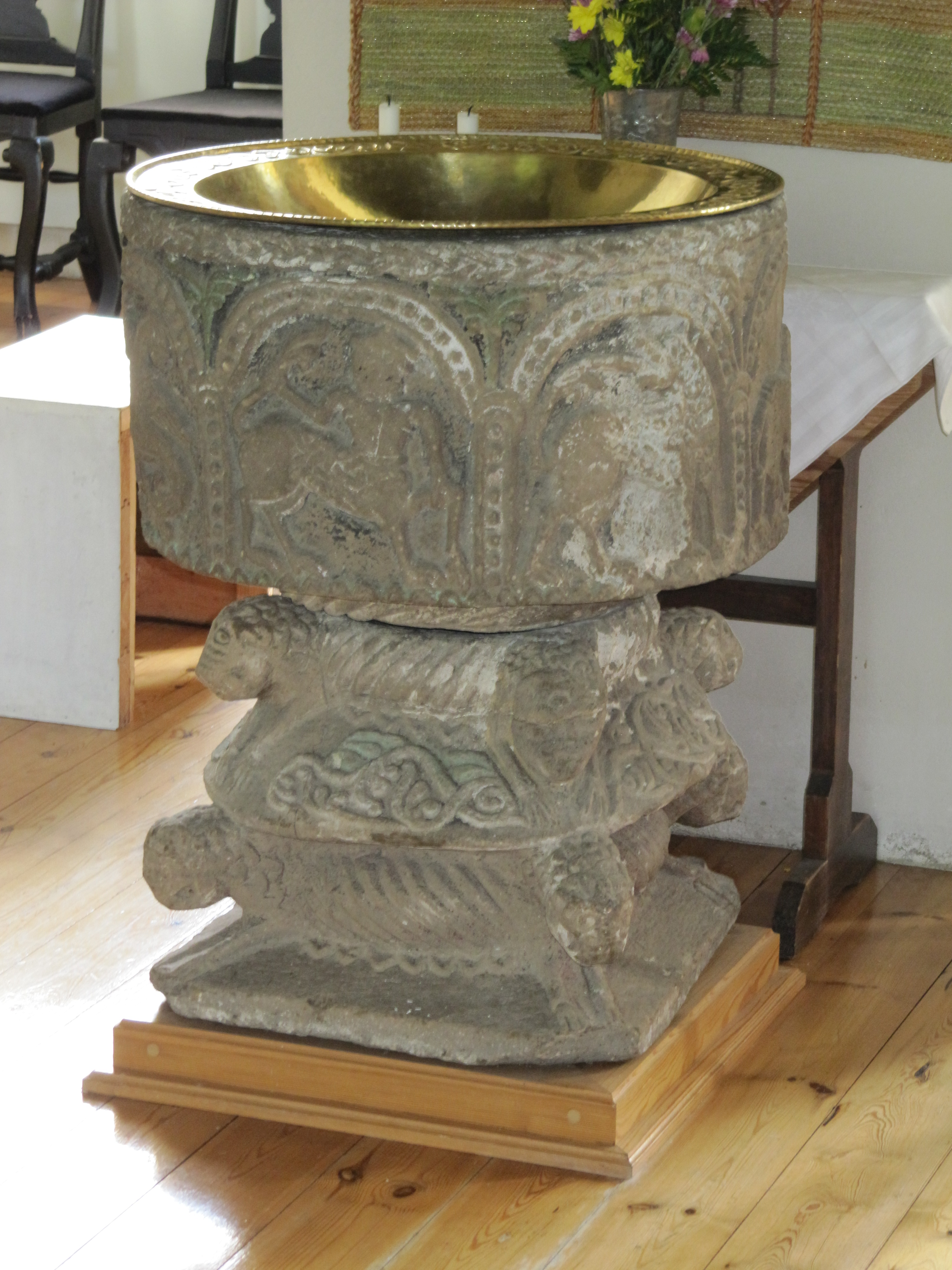
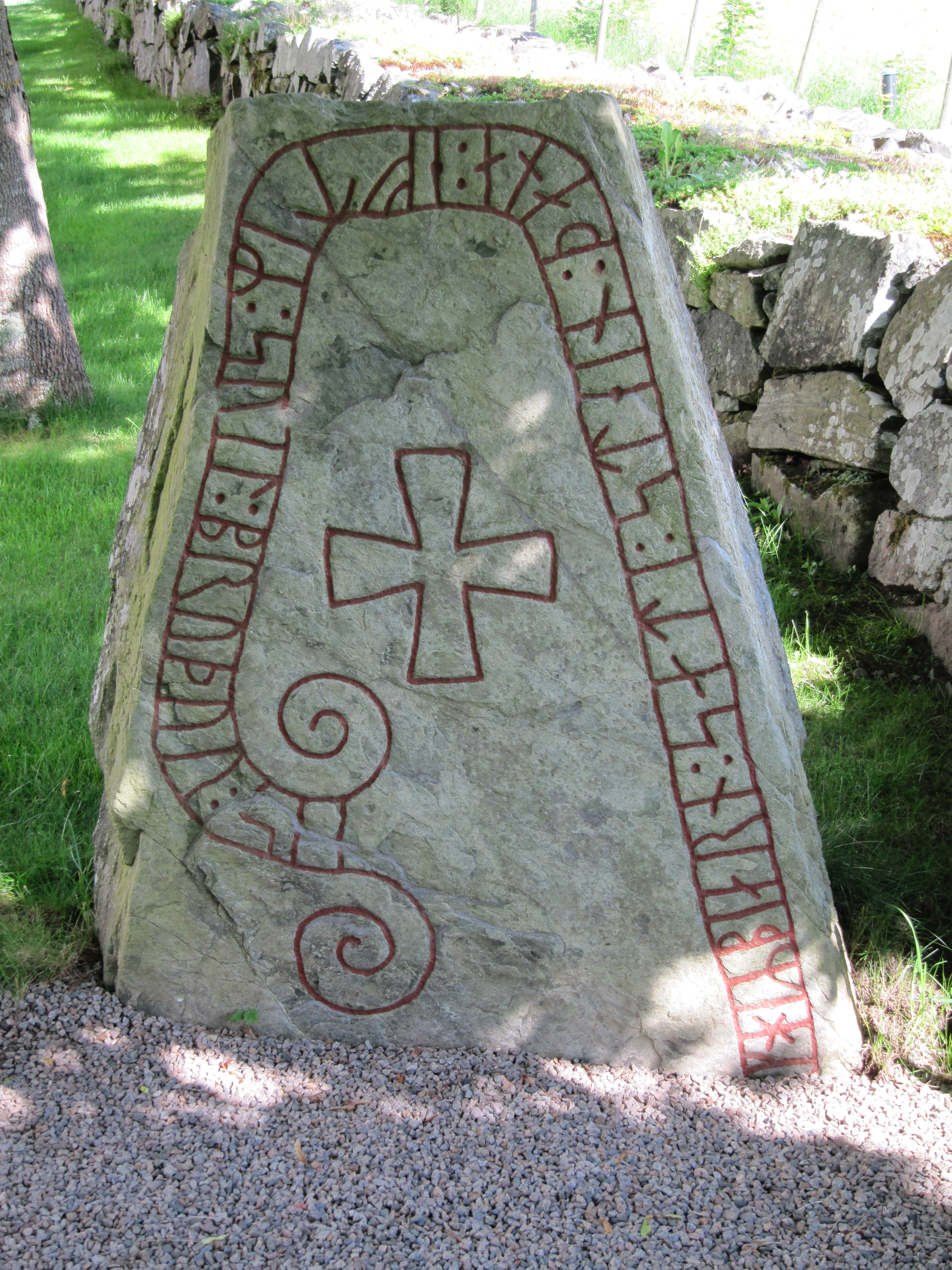
Runsten på kyrkogården: Smålands runinskrifter 69

### Webbkällor
- Svenskt diplomatariums huvudkartotek över medeltidsbreven
- byggnadspresentation
- anläggningspresentation
- Wikimedia Commons har media som rör Fröderyds kyrka.